# Liste der Kulturdenkmale in Schieren (Luxemburg)
In der Liste der Kulturdenkmale in Schieren sind alle Kulturdenkmale der luxemburgischen Gemeinde Schieren aufgeführt (Stand: 28. September 2022).

## Kulturdenkmal nach Ortsteil

### Birtringen
| Bild           | Bezeichnung        | Lage                   | Beschreibung | Stufe | Eingetragen seit |
| -------------- | ------------------ | ---------------------- | ------------ | ----- | ---------------- |
| Weitere Bilder | Schloss Birtringen | (Karte)                |              | PCN   | 19. Januar 2018  |
| Buchenallee    | Buchenallee        | Auf dem Junken (Karte) |              | PCN   | 11. Februar 2022 |

### Schieren
| Bild             | Bezeichnung               | Lage                               | Beschreibung                             | Stufe | Eingetragen seit  |
| ---------------- | ------------------------- | ---------------------------------- | ---------------------------------------- | ----- | ----------------- |
| Gebäude          | Gebäude                   | 82–84, route de Luxembourg (Karte) |                                          | IS    | 14. Juni 2011     |
| Wohnhaus         | Wohnhaus                  | 5, rue du Castel (Karte)           |                                          | IS    | 30. November 2016 |
| ehemalige Schule | ehemalige Schule          | 72, route de Luxembourg (Karte)    |                                          | IS    | 6. Februar 2017   |
| Gebäude          | Gebäude                   | 90, route de Luxembourg (Karte)    | heute Rathaus                            | IS    | 8. November 2017  |
| Weitere Bilder   | Archäologische Fundstätte | auf der Schlammgraescht (Karte)    | Ausgrabungen einer gallo-römischen Villa | IS    | 18. April 2018    |

Legende: PCN – Immeubles et objets bénéficiant des effets de classement comme patrimoine culturel national; IS – Immeubles et objets inscrits à l’inventaire supplémentaire

## Quelle
- Liste des immeubles et objets beneficiant d’une protection nationales, Nationales Institut für das gebaute Erbe, Fassung vom 12. September 2022, S. 117 (PDF)

- Karte mit allen Koordinaten:
- OSM |
- WikiMap